# Mitterau (Herrschaft)

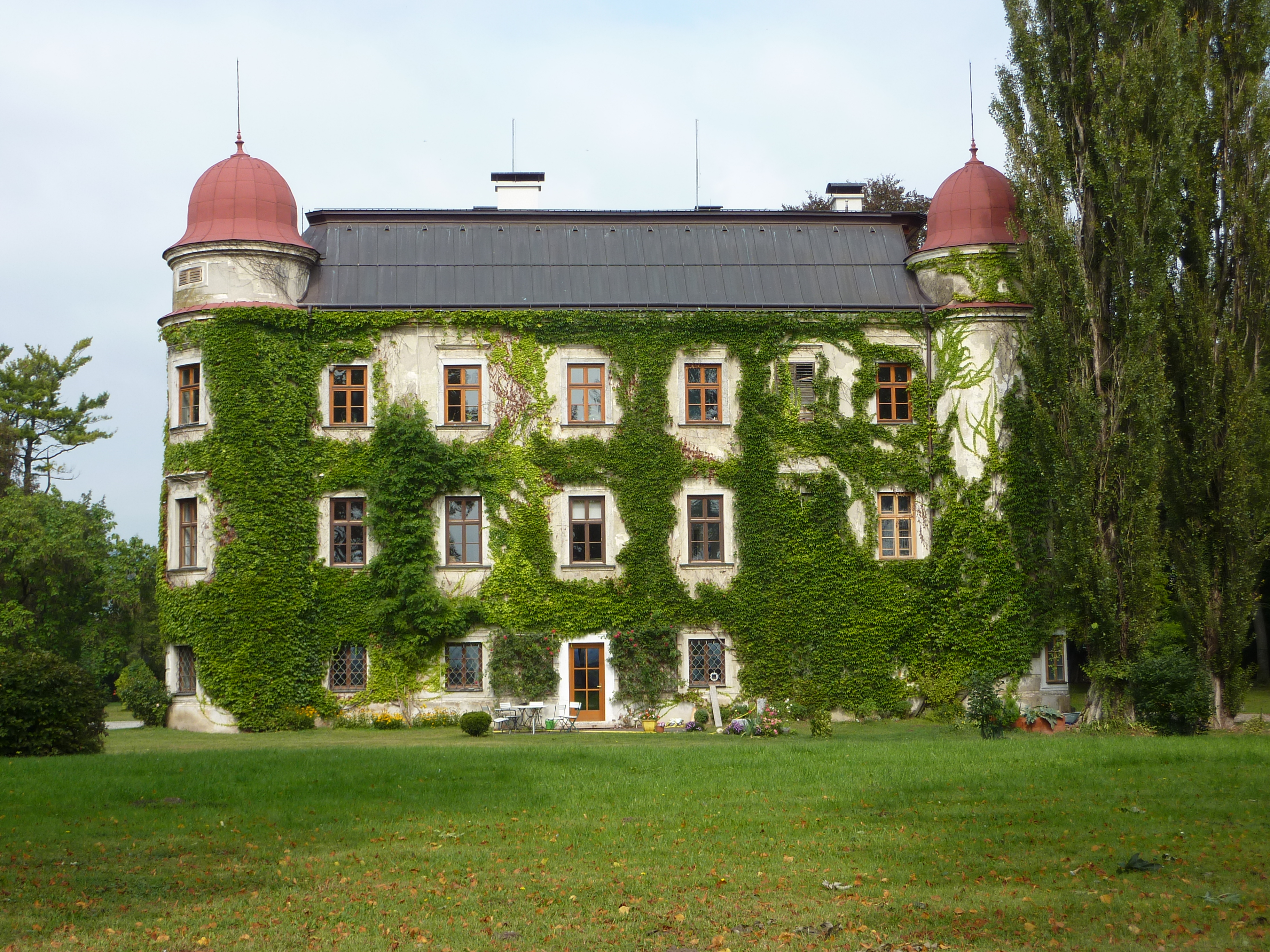
Schloss Mitterau

Die Herrschaft Mitterau war eine Grundherrschaft im Viertel ober dem Wienerwald im Erzherzogtum Österreich unter der Enns, dem heutigen Niederösterreich.

## Ausdehnung
Die Herrschaft, zu der auch Hohenegg, Osterburg und Haindorf zählten, umfasste zuletzt die Ortsobrigkeit über Hafnerbach, Doppel, Obergraben und Untergraben, Hengstberg, Hohenegg, Korning, Oed, Pfaffing, Rannersdorf, Satzendorf, Stein, Thal, Weghof, Weinzierl, Wimpassing, Windschnur, Zendorf, Eichberg, Haberg, Haag, Bischofstetten, Baumgarten, Ritzersdorf, Umbach, Haindorf, Winkel, Eibelsau, Eidlitzberg, Knetzersdorf, Haunoldstein, Osterburg, Pillachhäuseln, Pottschallach, Groß-Sirning, Oberradel, Tannach, Winkelsdorf, Zauching, Kleinsirning, Margarethen an der Sierning, Pichelreith, Grünwies und Neubing. Der Sitz der Verwaltung befand sich im Schloss Mitterau (heute zu Markersdorf-Haindorf).

## Geschichte
Letzter Inhaber des Familienfideikommiss war Hugo Graf von Montecuccoli (1835–1866), bevor die Herrschaft nach den Reformen 1848/1849 aufgelöst wurde.